# Brevizacla discoptila
Brevizacla discoptila är en insektsart som först beskrevs av Andrej Vasiljevitj Gorochov 1996.  Brevizacla discoptila ingår i släktet Brevizacla och familjen syrsor. Inga underarter finns listade i Catalogue of Life.